# Гилфойл, Кимберли
Ки́мберли Энн Ги́лфойл (англ. Kimberly Ann Guilfoyle; 9 марта 1969, Сан-Франциско) — американская телеведущая, журналистка, фотомодель и прокурор. Советница 45-го Президента США Дональда Трампа.

## Биография
Кимберли Энн Гилфойл родилась 9 марта 1969 года в Сан-Франциско (штат Калифорния, США) в семье ирландца-строителя и советника Тони Гилфойла (умер в 2008 году) и пуэрториканки-преподавательницы специального образования Мерседес Гилфойл (умерла от лейкемии в 1979 году). У Кимберли есть брат — Энтони Гилфойл (род.15.08.19??).
Кимберли окончила Mercy High School, а позднее Калифорнийский университет в Дейвисе. В 1994 году по окончании «University of San Francisco School of Law» получила степень доктора юриспруденции. Позже она училась в дублинском Тринити-колледже в Ирландии.

## Карьера
До начала карьеры Кимберли работала официанткой, менеджером и школьным учителем.
Кимберли также работала моделью для местных универмагов, в том числе «Маки» и рекламировала нижнее бельё «Victoria's Secret» в свадебном журнале. После окончания «University of San Francisco School of Law» Гилфойл некоторое время работала прокурором в Сан-Франциско, но потеряла работу в 1996 году, когда Теренс Хэллинан был избран районным прокурором и уволил 14 прокуроров города.
Затем Кимберли провела четыре года в Лос-Анджелесе в качестве заместителя прокурора района, работающего по делам взрослых и несовершеннолетних, в том числе по делам с наркотиками, насилием в семье, похищением людей, грабежами, поджогами, сексуальным насилием и убийствами. Гилфойл получила несколько наград в «Los Angeles District Attorney’s Office», в том числе прокурор месяца.
В 2000 году Кимберли была вновь нанята Хэллинаном в офис Сан-Франциско, где она служила в качестве помощника окружного прокурора с 2000 по 2004 год.
В 2004 году Гилфойл снялась в фильме «Happily Even After», сыграв государственного адвоката. Фильм был показан на кинофестивале «Трайбека».
В январе 2004 года Гилфойл переехала в Нью-Йорк, чтобы вести программу «Both Sides» на Court TV, а также работать в качестве юридического аналитика в шоу Anderson Cooper 360°.
В феврале 2006 года Кимберли присоединилась к Fox News в качестве ведущей шоу выходного дня «The Lineup». В 2011 году она была выбрана в качестве соведущей ток-шоу «The Five». Она оставалась ведущей до 2018 года.

### Политическая деятельность
В 2020 году сообщалось, что Гилфойл была председателем финансового подразделения «Trump Victory Committee».
По состоянию на начало 2020 года кампания Трампа платила Гилфойл 15 000 долларов в месяц. В кампании Трампа Гилфойл руководила отделом по сбору средств.

## Личная жизнь
В 2001—2006 года Кимберли была замужем за политиком Гэвином Ньюсомом.
В 2006—2009 года Кимберли была замужем за дизайнером Эриком Вилленси (род.1975). У бывших супругов есть сын — Ронан Энтони Вилленси (род.04.10.2006).
С мая 2018 года стало известно, что Гилфойл встречается с Дональдом Трампом-младшим. В марте 2021 года Гилфойл и Трамп-младший совместно приобрели дом за 9,7 миллиона долларов в городе Джупитер, штат Флорида.